# 류제화
류제화(柳濟和, 1984년 1월 18일 ~ )는 대한민국의 정치인이다.

## 학력
- 충주고등학교 졸업
- 서울대학교 인문대학 서어서문학과 / 경영학과 복수전공
- 서울대학교 법학전문대학원 졸업

## 경력
- 2014~2015 새정치민주연합 안철수 공동대표 수행비서
- 2015 제4회 변호사시험 합격
- 2015~2017 법무법인 한강 변호사
- 2016~2018 국민의당 정책위원회 부의장
- 2017~ 여민합동법률사무소 대표변호사
- 2017~2021 행정중심복합도시건설청 청렴옴부즈만 위원
- 2018~2020 바른미래당 법률위원회 부위원장
- 2018~ 세종특별자치시학교안전공제회 이사
- 2018~ 세종특별자치시교육청 행정심판위원회 위원
- 2019~2021 세종세무서 국세심사위원회 위원
- 2019~2021 세종지방경찰청 시민감찰위원회 위원
- 2019~2022 세종특별자치시 소청심사위원회 위원
- 2019~2023 행정중심복합도시건설청 규제심사 및 정비위원회 위원
- 2020.03 제21대 국회의원 선거 미래통합당 김병준 세종특별자치시 을 국회의원 후보 선거대책위원회 대변인
- 2021~2023 세종세무서 납세자보호위원회 위원
- 2021~ 대한변호사협회 등록 형사법 전문변호사
- 2022~ 세종경찰청 경찰공무원 보통징계위원회 민간위원
- 2022.03 제20대 대통령직인수위원회 지역균형발전특위 위원
- 2022.06 제4대 세종특별자치시장직인수위원회 인수위원
- 2022.07~2024.06 국민의힘 세종특별자치시당 위원장
- 2022~2023 대한민국시도지사협의회.지방치안 안전행정 자문위원회 부위원장
- 2023.08~2024.08 국민의힘 세종특별자치시당 세종특별자치시 갑 당원협의회 위원장
- 2023~ 국민의힘 중앙연수원 부원장
- 2024.03~2024.04 제22대 국회의원 선거 국민의힘 중앙선거대책위원회 종합상황실 공보단 대변인단
- 2024.03~2024.04 제22대 국회의원 선거 국민의힘 세종선거대책위원회 공동선거대책위원장
- 2024.04~2024.08 제22대 국회의원 선거 국민의힘 백서 제작 특별위원회 위원
- 2024.09~2024.12 국민의힘 전략기획본부 부본부장
- 2025.04~2025.05: 제21대 대통령 선거 국민의힘 한동훈 대통령 경선후보 국민먼저 캠프 국민소통본부장
- 2025.05 ~2025.06: 제21대 대통령 선거 국민의힘 김문수 대통령 후보 세종 선거대책위원회 위원

## 역대 선거 결과
| 실시년도 | 선거   | 대수 | 직책     | 선거구            | 정당     | 득표수   | 득표율          | 순위 | 당락 | 비고 |
| -------- | ------ | ---- | -------- | ----------------- | -------- | -------- | --------------- | ---- | ---- | ---- |
| 2024년   | 총선   | 22대 | 국회의원 | 세종특별자치시 갑 | 국민의힘 | 49,622표 | \| \| 43.06% \| | 2위  | 낙선 |      |
|          | 43.06% |      |          |                   |          |          |                 |      |      |      |